# Schottmalhorn (Steinernes Meer)
De Schottmalhorn is een berg in de deelstaat Beieren, Duitsland en in de deelstaat Salzburg, Oostenrijk. De berg heeft een hoogte van 2225 meter en ligt op de grens tussen Duitsland en Oostenrijk. Gelegen aan de Funtensee wordt de Schottmalhorn vanwege de vorm vaak verwisseld met de Schönfeldspitze.
De Schottmalhorn is onderdeel van het Steinernes Meer, dat weer deel uitmaakt van de Berchtesgadener Alpen.